# Volkswagen Polo Classic
El Volkswagen Polo Classic, Derby, o Polo Sedan es la versión sedán del Volkswagen Polo que el fabricante alemán Volkswagen ha producido a partir de febrero de 1995. Existen a lo largo del tiempo seis distintas generaciones de este modelo, estando las dos primeras únicamente disponibles como sedán 2 puertas, y a partir de la tercera únicamente como sedán 4 puertas.
En el período de 1995 a 2008 la filial mexicana de Volkswagen empleó el nombre Derby para comercializar en su gama local un nuevo sedán compacto, posicionado en un segmento ligeramente inferior al de los Golf y Jetta III. El espacio del nuevo segmento fue ocupado por dos modelos fabricados por el grupo: en un principio, por el SEAT Córdoba I, rebautizado como Volkswagen Derby para su introducción al mercado mexicano (de 1995 a 1997), y posteriormente por el propio Volkswagen Polo Classic III (de 1998 a 2008).

## Historia temprana
Su primera generación estuvo en producción entre 1977 hasta 1980, siendo un sedán 2 puertas derivado del Polo, que su vez fue anteriormente conocido como el Audi 50. Inicialmente el Derby es todo un éxito en ventas, con 72,412 unidades vendidas en 1977 (más que el Polo). A finales de 1980 se presenta la segunda generación tanto del Derby como del Polo. Para 1984 se reestructura la gama, siendo sustituido el nombre de Derby por el de Polo Classic, de una forma similar que sucedió con el Santana en Europa, que debido a sus bajas ventas, se comercializó como Passat Stufenheck a partir de 1985. En aquel año únicamente 5,044 unidades del Derby fueron comercializadas.

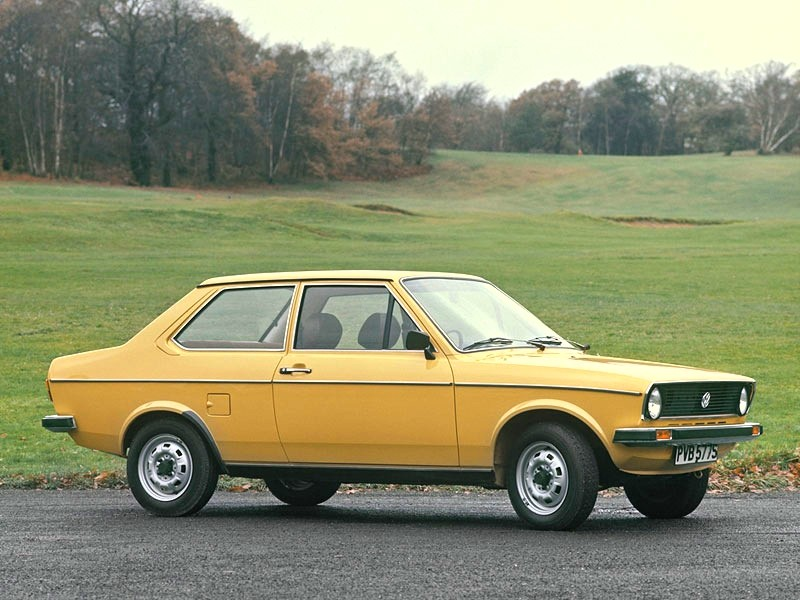
El primer Volkswagen Derby LS. Tal y como fue presentado en 1977.
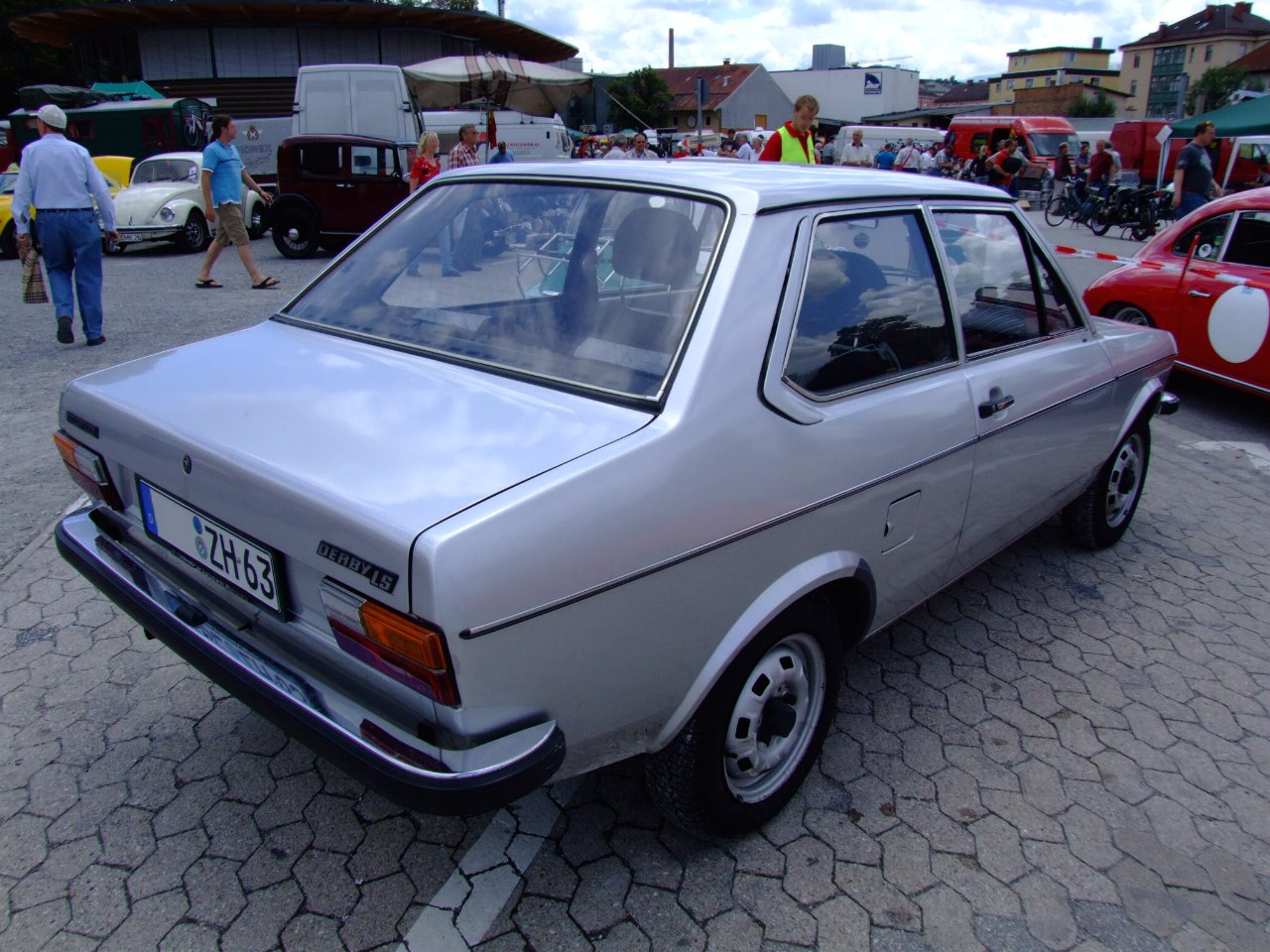
Volkswagen Derby LS. Vista posterior del primer modelo.
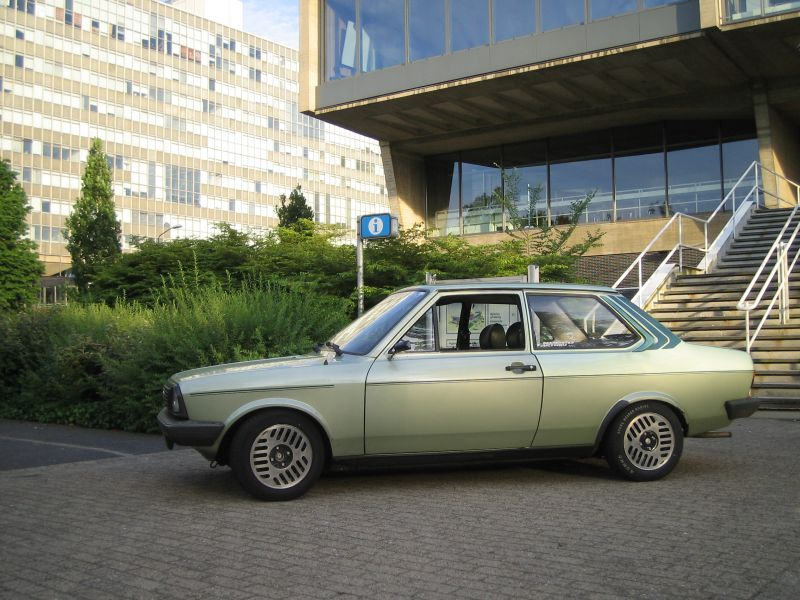
Este Derby modelo 1979 muestra el rediseño practicado a este modelo.
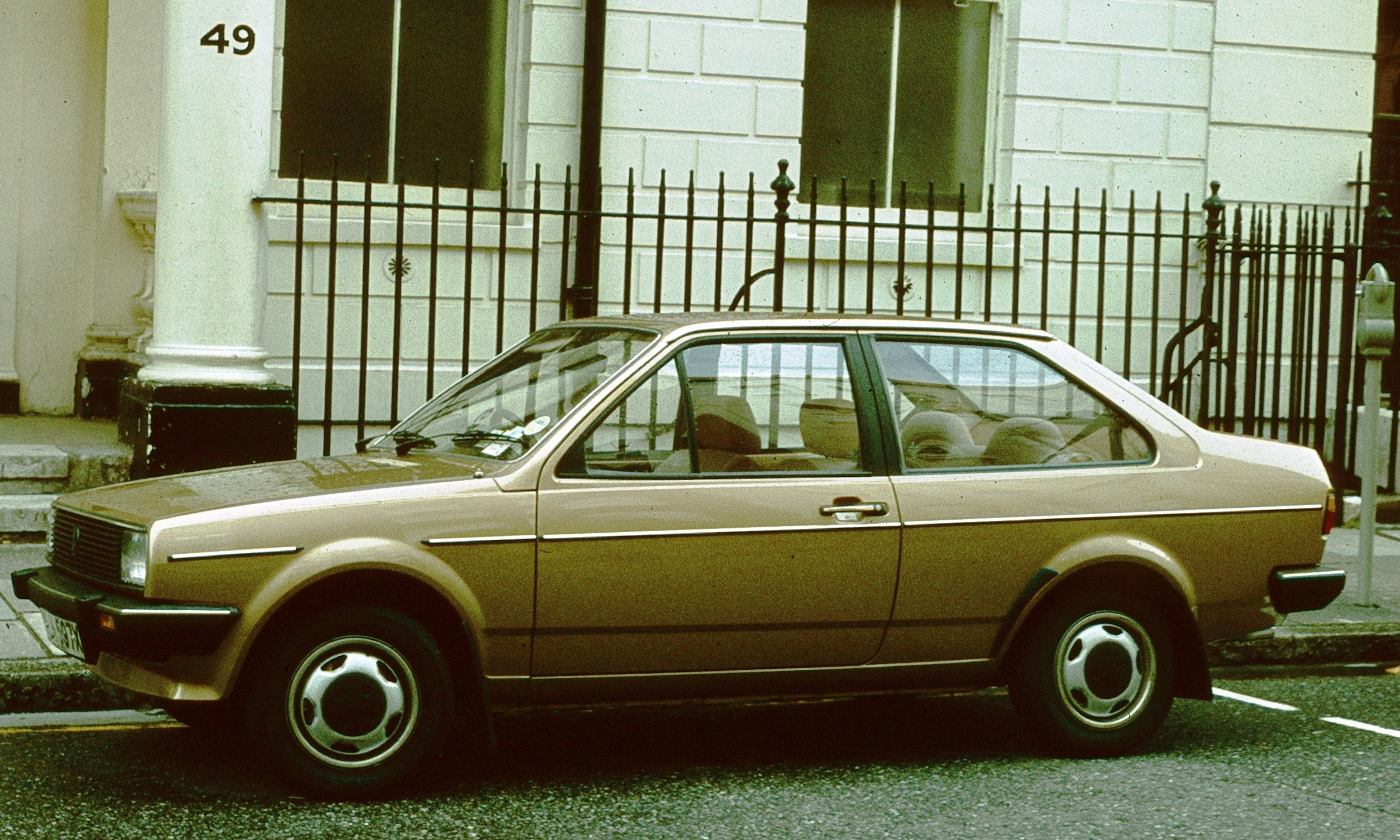
Volkswagen Derby segunda generación.
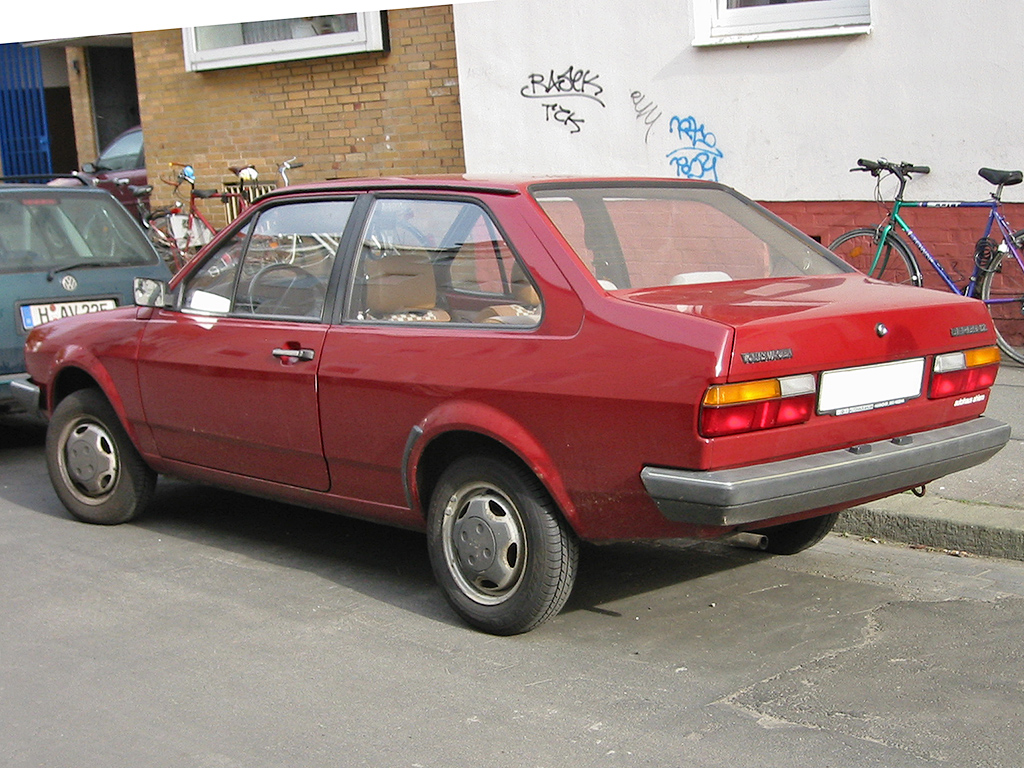
Volkswagen Derby segunda generación. Vista posterior.

La mayoría de las partes del Derby son intercambiables con las del Polo en las primeras dos generaciones. La parte trasera de la carrocería incluyendo los paneles laterales, el medallón y maletero son distintos. Las luces traseras de la primera generación son idénticas a las del Polo y al Audi 50, mientras que para la segunda generación éstas difieren considerablemente. La parrilla y los faros delanteros son idénticos en la primera generación de Polo y Derby, sin embargo, para la segunda (antes del cambio por Polo Classic), los faros del Derby son rectangulares, en contra de los faros redondos del Polo, posteriormente al cambio de nombre a partir de 1985, el Polo Classic vuelve a compartir parrilla y faros con los Polo hatchback y coupé.
El Derby en su primera generación tuvo cuatro distintas variantes mecánicas: Un motor 4 cil. 0.9 L 40 CV (29 kW), un 1.1 L 50 CV (37 kW) en versión normal y Formel E, y un motor 1.3 L 60 CV (44 kW). Todas las variantes mecánicas estaban asociadas a una caja manual de 4 velocidades.
En su segunda generación las motorizaciones fueron un 4 cil. 1.0 L con 40 o 45 CV dependiendo del año, el 1.1 L 50 CV que fue sustituido por un 1.3 L 55 CV, este motor cuya alimentación era mediante un carburador, se le implementó una inyección de combustible Digijet en 1990. Y la última planta de poder disponible para este modelo fue un motor diésel 1.3 L 45 CV, que fue reemplazado por un 1.4 L 48 CV en 1990. Sus cajas de cambio fueron manuales de 4 o 5 velocidades.

### Rediseño de 1990
En este año, al Polo Classic al igual que a los Polo hatchback y coupé tuvo un rediseño en 1990, en el cual se cambió la parte delantera, el interior, y las defensas. El Polo Classic, a diferencia de los otros solamente continuó su comercialización en países muy específicos como Alemania, España y Austria. En el resto del continente europeo sólo sobrevivieron el hatchback (Steilheck) y el coupé. Como se menciona arriba, varias de las plantas de poder cambiaron, y de esta forma, el Polo Classic continúa su vida comercial en forma por demás discreta.

## Tercera generación (1995-2014)
La tercera generación de este modelo, a diferencia de las dos anteriores, no está diseñada a partir del Polo, sino a partir de la versión sedán del SEAT Ibiza II, el Córdoba, que si bien comparten bastidor, todas las piezas de la carrocería son distintas, ya que los modelos SEAT tienen dimensiones mayores a las del Polo (Tipo 6N). Inicialmente su producción se realizó en la planta de SEAT en Martorell, aunque posteriormente su producción pasó a Uitenhage, Sudáfrica, y en 1996 a General Pacheco, en Argentina, lugar donde se produjo hasta el año 2008 y fue exportado al resto del Mercosur y México, entre otros.

### Los SEAT Córdoba "re-etiquetados" como Volkswagen Derby en México

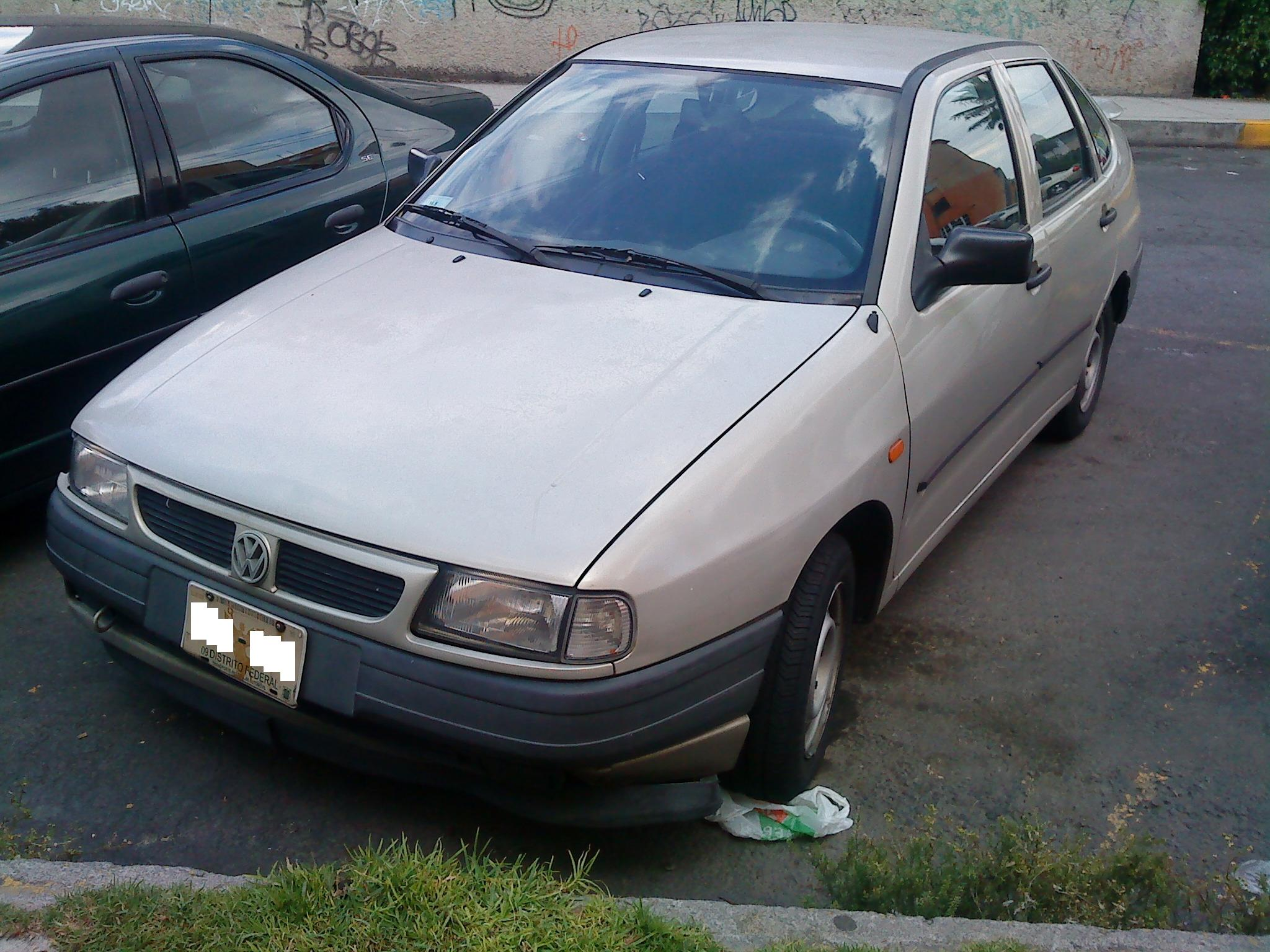
Volkswagen Derby 1996. Esta versión no es más que un SEAT Córdoba con emblemas Volkswagen. El ejemplar de la fotografía fue ensamblado en México.

A mitad de la década de 1990, surgió la necesidad por parte de Volkswagen de México de contar en su gama local con un nuevo automóvil que cubriera un segmento intermedio -hasta entonces vacío- existente entre el Volkswagen Sedán y el Golf (el cual venía creciendo en dimensiones y precio). Se descubrió que el SEAT Córdoba I, recién presentado en Europa, una excelente oportunidad para ofrecerlo al mercado mexicano como un modelo capaz de cubrir satisfactoriamente el segmento requerido, dada la preferencia del automovilista mexicano por los autos tipo sedán que por los de carrocería hatchback. 
VW de México decidió importar -producido en Martorell, España- dicho modelo SEAT (para ese entonces, una marca firmemente establecida como integrante del Grupo VW). Pero dado que en esa época el consorcio no comercializaba la marca española en el mercado mexicano, se precisaba el uso de un nombre alternativo para la introducción del auto a este mercado. Para tal efecto, se "resucitó" el nombre Derby (empleado en Europa varios años atrás para la versión sedán del Polo en sus primeras generaciones). Con la finalidad de conseguir una adecuada comercialización del auto bajo el sello Volkswagen, se requirieron algunos acondicionamientos, que incluían: Reemplazo de los emblemas (SEAT por VW), una parrilla apenas distinta, incorporación del volante del Polo III, así como del motor 4 cil. 1.8 L 90 CV dotado de inyección de combustible Digifant, ampliamente conocido en los Golf y Jetta de tercera generación desde 1992.
La comercialización de este modelo en México inicia en noviembre de 1994. Las cifras de venta resultan no ser las esperadas, en parte debido a los problemas financieros surgidos en el país ese mismo año. Sin embargo, esto no impide los planes de Volkswagen de México de comenzar su producción en Puebla durante el primer trimestre de 1995. Estos SEAT Córdoba I "bautizados" como VW Derby para el mercado mexicano, se diferencian de sus pares ofrecidos en el mercado español por su gama de colores exteriores distinta, sus vestiduras, y los postes B y C pintados al color de la carrocería, en contraste con los negros que portaban los modelos importados. La producción de esta "primera" serie Derby en México continuó en Puebla hasta mediados de 1996, cesando su venta en algún momento de 1997. 
Durante 1998, VW de México preparó la reintroducción al mercado local del Derby como nuevo modelo año 1999. Con tal fin, ahora sería importado el VW Polo Classic tercera generación, que había venido siendo comercializado en Europa y Sudamérica hacía poco tiempo antes. A su vez, este auto se trataba -prácticamente también- del mismo SEAT Córdoba primera generación aunque con marcadas diferencias estéticas (mayormente en la parrilla y parte frontal, forma del portón trasero, paragolpes, entre otros). Aprovechando el inicio de producción de este en Sudamérica, concretamente en Argentina, el auto fue exportado de esa nación hacia México en forma ininterrumpida hasta el año 2008, en el cual cesó definitivamente su venta en el mercado mexicano (a la par del Pointer, nombre dado en el mercado local al VW Gol tercera generación, modelo doméstico de VW de Brasil y vendido en México desde 1998).

### Polo Classic en Europa

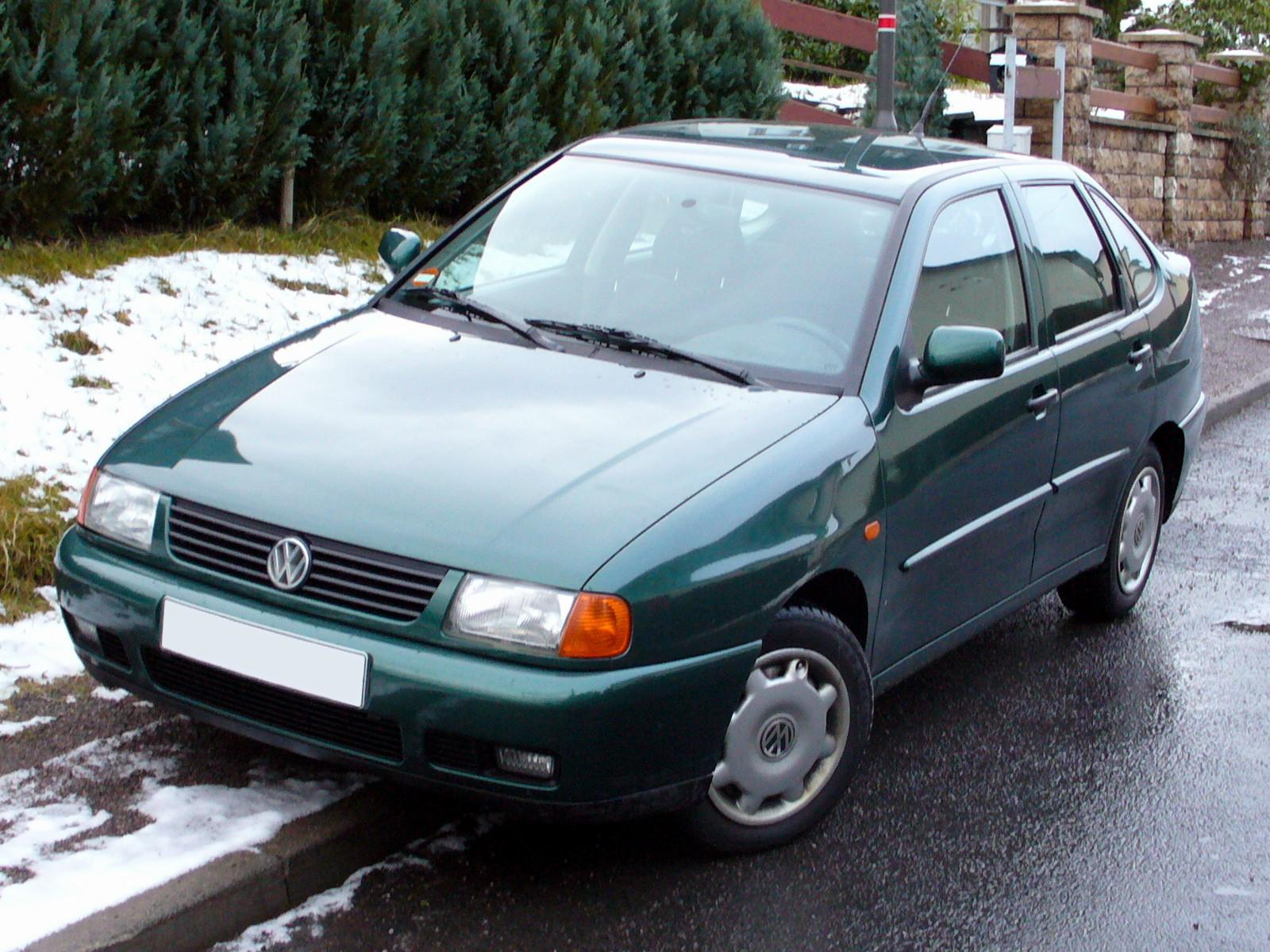
Volkswagen Polo Classic. Esta es la versión más conocida actualmente. Se le conoce como Volkswagen Derby en el mercado mexicano.

A mediados de los años 90 Volkswagen encontró atractivo el cubrir ciertos nichos de varios mercados a nivel mundial con una versión sedán del Polo tal y como lo había hecho con las dos generaciones anteriores, sin embargo, a diferencia de éstas, Volkswagen no quiso arriesgarse invirtiendo fuertes cantidades en el desarrollo de una nueva carrocería alargada del Polo (Tipo 6N), por lo que optó por desarrollar este modelo, modificando un coche de otra marca del grupo ya existente (el SEAT Córdoba 6K/C), tal y como lo había hecho poco antes Volkswagen de México, para así aprovechar la producción en la plata SEAT de Martorell junto al Córdoba. Sin embargo, debido a que el modelo SEAT ya tenía una implantacion en el mercado europeo y era conocido, Volkswagen optó por hacer mayores modificaciones en el diseño para diferenciarlos más fácilmente. La parrilla SEAT fue sustituida por una que se podía distinguir claramente como Volkswagen, las defensas fueron sustituidas por unas integrales distintas a las del modelo español, y se le proporcionó una parte trasera exclusiva para este modelo, diferenciándolo claramente del SEAT.
Las motorizaciones disponibles para los autos destinados a los mercados europeos son las siguientes:
- 4 cil. en línea 1.4 L (1,390 cm³) Inyección Electrónica Multipunto Potencia: 60 CV (44 kW) @ 4,700 rpm. Par motor: 116 Nm @ 2,800-3,200 rpm con Caja de cambios manual de 5 velocidades.

- 4 cil. en línea 1.4 L (1,390 cm³) 16 Válvulas Inyección Electrónica Multipunto Potencia: 75 CV (55 kW) @ 5,000 rpm. Par motor: 126 Nm @ 3,300 rpm con Caja de cambios manual de 5 velocidades.

- 4 cil. en línea 1.6 L (1,595 cm³) Inyección Electrónica Monopunto Potencia: 75 CV (55 kW) @ 5,200 rpm. Par motor: 125 Nm @ 2,800 rpm con Caja de cambios manual de 5 velocidades.

- 4 cil. en línea 1.6 L (1,598 cm³) Inyección Electrónica Multipunto Potencia: 75 CV (55 kW) @ 4,800 rpm. Par motor: 135 Nm @ 2,800-3,600 rpm con Caja de cambios manual de 5 velocidades.

- 4 cil. en línea 1.6 L (1,595 cm³) Inyección Electrónica Multipunto Potencia: 100 CV (74 kW) @ 5,800 rpm. Par motor: 140 Nm @ 3,500 rpm con Caja de cambios manual de 5 velocidades.

- 4 cil. en línea 1.6 L (1,595 cm³) Inyección Electrónica Multipunto Potencia: 100 CV (74 kW) @ 5,600 rpm. Par motor: 145 Nm @ 3,800 rpm con Caja de cambios manual de 5 velocidades. Caja de cambios automática de 4 velocidades opcional.

- 4 cil. en línea Diésel 1.7 L (1,716 cm³) SDI Potencia: 60 CV (44 kW) @ 4,200 rpm. Par motor: 115 Nm @ 2,200 rpm con Caja de cambios manual de 5 velocidades.

- 4 cil. en línea Diésel 1.9 L (1,896 cm³) SDI Potencia: 64 CV (47 kW) @ 4,200 rpm. Par motor: 125 Nm @ 2,200-2,800 rpm con Caja de cambios manual de 5 velocidades.

- 4 cil. en línea Diésel 1.9 L (1,896 cm³) SDI Potencia: 68 CV (50 kW) @ 4,200 rpm. Par motor: 133 Nm @ 2,200-2,600 rpm con Caja de cambios manual de 5 velocidades.

- 4 cil. en línea Diésel 1.9 L (1,896 cm³) TDI Potencia: 90 CV (66 kW) @ 4,000 rpm. Par motor: 210 Nm @ 1,900 rpm con Caja de cambios manual de 5 velocidades.

- 4 cil. en línea Diésel 1.9 L (1,896 cm³) TDI Potencia: 110 CV (81 kW) @ 4,150 rpm. Par motor: 235 Nm @ 1,900 rpm con Caja de cambios manual de 5 velocidades.

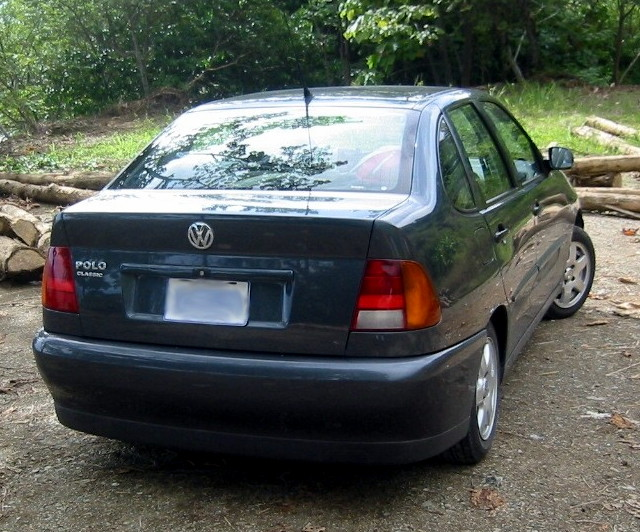
Volkswagen Polo Classic modelo 2001. Aquí se nota claramente el rediseño del medallón trasero y sus nuevos emblemas.

Para México, a partir de junio de 1998 comienzan las importaciones del Polo Classic de Europa, siendo este presentado como Nuevo Derby año modelo 1999, sustituyendo así al SEAT Córdoba "re-etiquetado". Las unidades destinadas hacia este país conservaron sin embargo el mismo motor de la versión anterior (1.8 L 90 CV).
Por otra en Europa, en octubre de 2000, apareció un ligero rediseño de este modelo. Si bien no fue tan extensivo como el que experimentó el Polo (ahora Tipo 6N2), incluyó una nueva instalación tanto del parabrisas como del medallón más al ras con el resto de la carrocería, un nuevo tablero de instrumentos con diseño inspirado en el del Lupo, nuevos emblemas, espejos exteriores de nuevo diseño (similares a los ya vistos en los Golf y Passat (Tipo 3B)), y la carrocería de acero galvanizado, tal y como ya se había dado a conocer en los Golf  y Bora de cuarta generación.
En esta época se importan a México algunas unidades del Derby que además de tener el ya conocido motor 1.8 L 90 CV, se importan cantidades limitadas de unidades con un motor 2.0 L 115 CV asociados a una caja de cambios manual de 5 velocidades o una automática de 4 velocidades. Cabe destacar que todos los motores de las unidades para México fueron hechos en la planta de Puebla.

### Polo Classic y Polo Playa en Sudáfrica

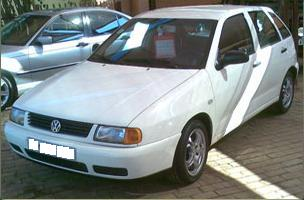
Volkswagen Polo Playa. Versión hatchback del Polo Classic III y gemelo del SEAT Ibiza, exclusivo de Sudáfrica.

El Volkswagen Polo Classic se ensamblo y comercializó en Sudáfrica entre 1996 y 2002, sin embargo, en este caso no llegó sólo, lo acompañó una versión hatchback que no era el Polo (tipo 6N), sino, una versión que si bien era idéntica en el frontal al Polo Classic, su trasero le fue trasplantado de un SEAT Ibiza segunda generación (tipo 6K). Esta variante se conoció con el nombre de Polo Playa. Este Polo Playa a diferencia del Ibiza, solamente existió como hatchback de 5 puertas. En este país los motores conocidos son un 1.4 L un 1.6 L y un 1.8 L. Estas dos variantes fueron sustituidas por el Polo de cuarta generación.

### Polo Classic en Argentina

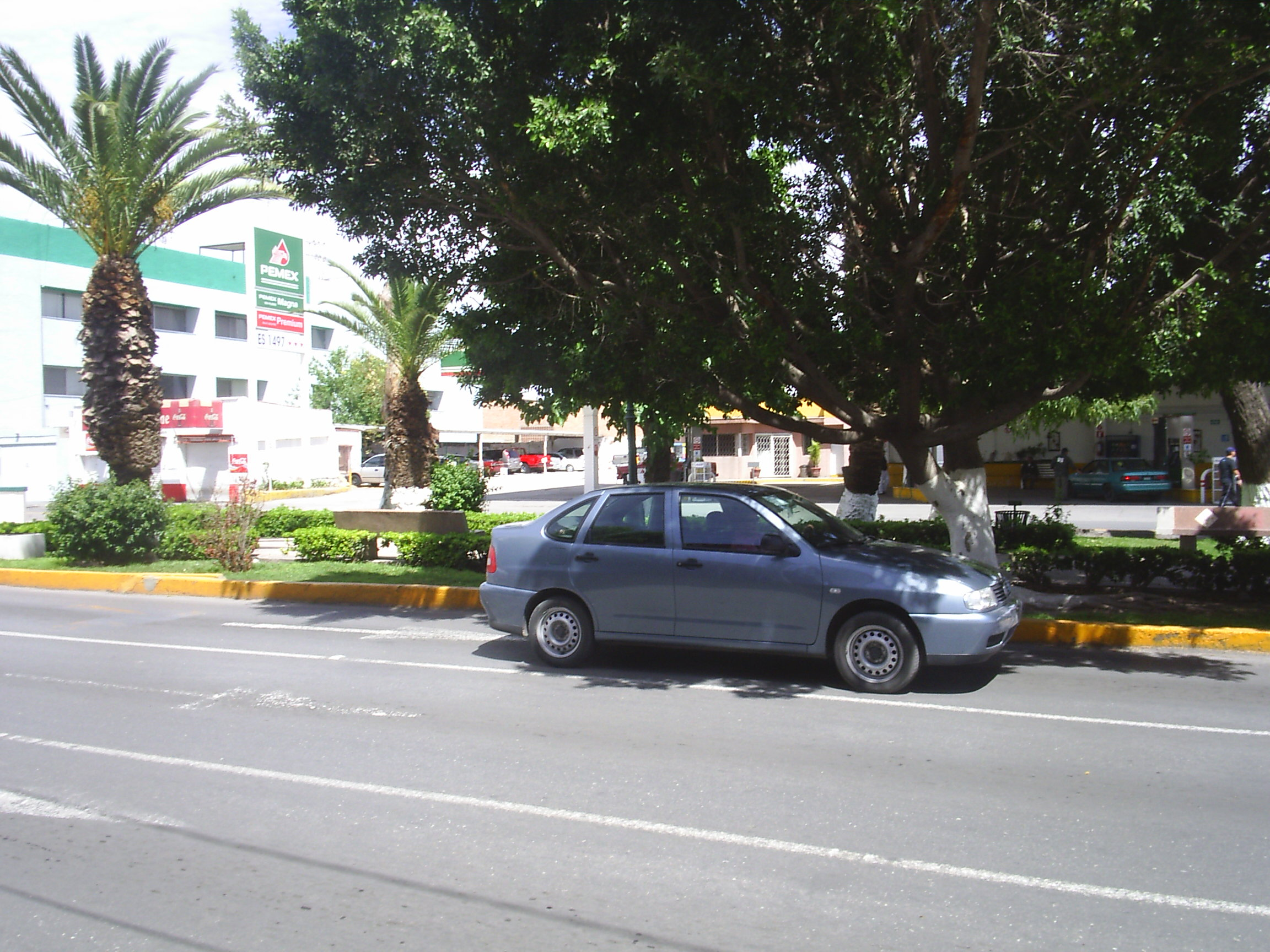
Volkswagen Derby Mi 2004. Nótese la ausencia de tapones de rueda y molduras laterales en esta versión mexicana importada de Argentina.

El Polo Classic fue introducido al mercado argentino en 1996. Un hito en la historia automotriz argentina ya que por primera vez se lanzaba un vehículo al mismo tiempo que en su país de origen. Inicialmente (al igual que sucedió en México) fue importado desde España hasta mediados de ese año, y luego comenzó a fabricarse en el Centro Industrial Pacheco de VW en tres versiones: la 1.9 SDI y las de gasolina 1.6 L 90 CV y 1.8 L 98 CV (bautizadas como 1.6 MI y 1.8 Mi respectivamente)
En el año 2000, el Polo argentino recibió los mismos cambios interiores que el Polo Classic europeo, sin embargo, fue hasta 2002 en que cambiaron los desagües, la instalación del parabrisas y del medallón y los emblemas. En ese año cambiaron los faros delanteros y las luces traseras diferenciando al Polo argentino claramente de la versión europea.
Al cancelarse la producción del Polo Classic europeo, el Derby mexicano continuó su vida, ahora importándose desde Argentina, sus primeras unidades se comercializaron como "Derby Wolfsburg Edition 1.8" y "Derby Wolfsburg Edition 2.0", que portaban los mismos motores anteriormente conocidos en México. Posteriormente estas nuevas versiones fueron rebautizadas como "Derby 1.8 Trendline" y "Derby 2.0 Sportline" respectivamente, estos Derby importados de Argentina, a diferencia de los modelos españoles tenían un mayor nivel de equipamiento que las versiones importadas de España como el radio AM/FM CD, las cabeceras traseras o los cuatro frenos de disco (2.0) y ruedas de aleación (2.0). Sin embargo, al aparecer el Polo de cuarta generación en México, el Derby tuvo que reposicionarse con menor equipo, y una nueva denominación: "Derby MI". En este momento los Derby 1.8 Trendline y Derby 2.0 Sportline son descontinuados.

#### Rediseño de 2005

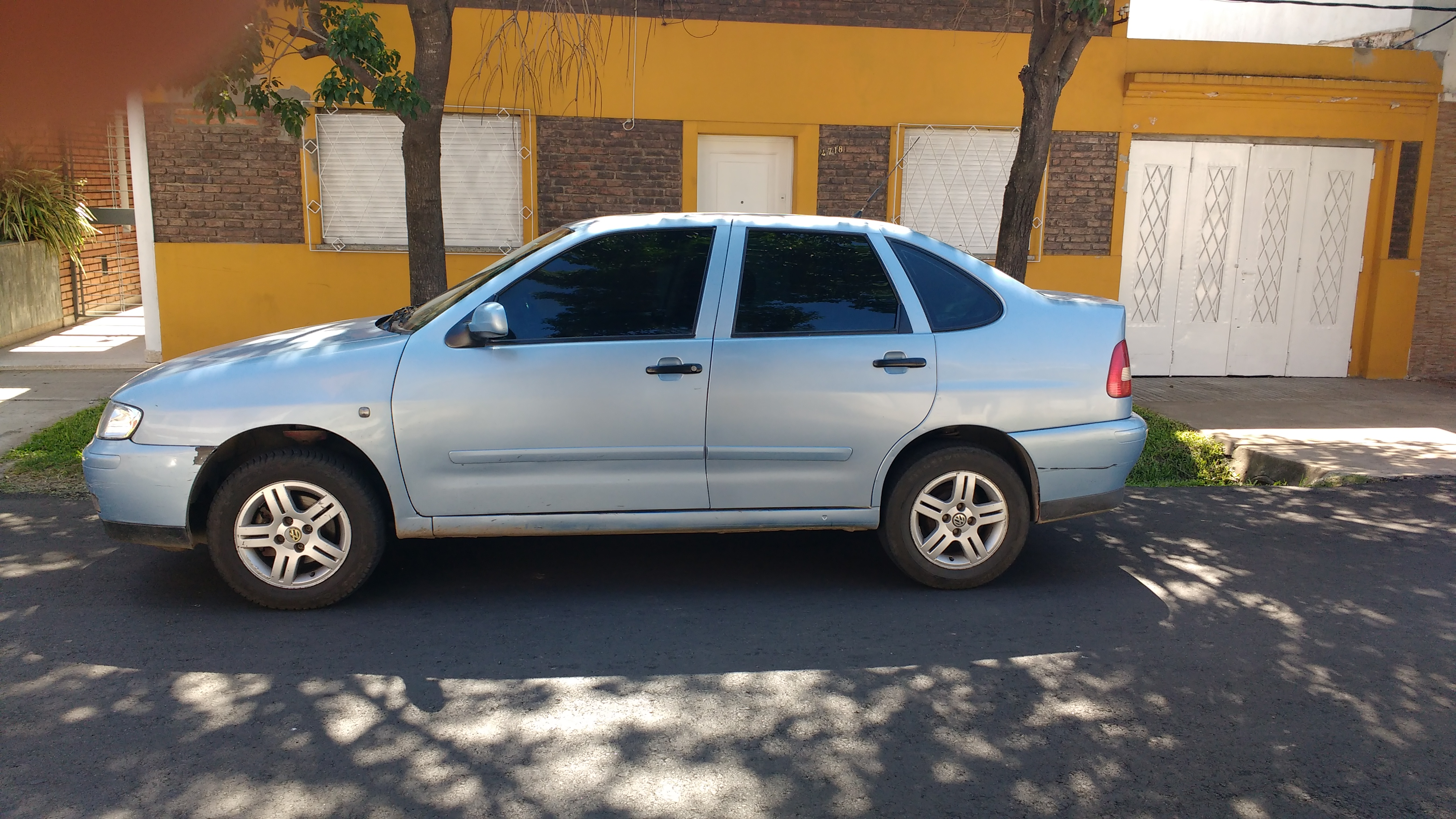
Un Polo Classic l rediseño de 2005.

En 2005 recibió hubo un rediseño que consistió en cambios estéticos en paragolpes, faros (tomados ahora del SEAT Córdoba (tipo 6K-GP01) que previamente se había ensamblado en la planta de General Pacheco), luces antiniebla delanteras, parrilla de nuevo diseño, capó y salpicaderas delanteras, molduras laterales al color de la carrocería, tapa de baúl, y reflejantes asociados a las luces traseras. Además, se trabajó en mejoramiento del espacio interior, específicamente para las plazas traseras que ahora cuentan con 80 mm más de espacio. Igualmente hubo nuevos diseños de vestiduras.
Las versiones disponibles en el mercado argentino son: "Polo Classic Format", "Polo Classic Comfortline" y "Polo Classic Trendline" tanto en motorizaciones a gasolina como a diésel y además una versión "Polo Classic Highline" con motor TDI. En México las versiones disponibles son el "Derby Base" y el "Derby Mi", que ahora recibe el Radio AM/FM CD, aire acondicionado y ruedas de aleación de serie.

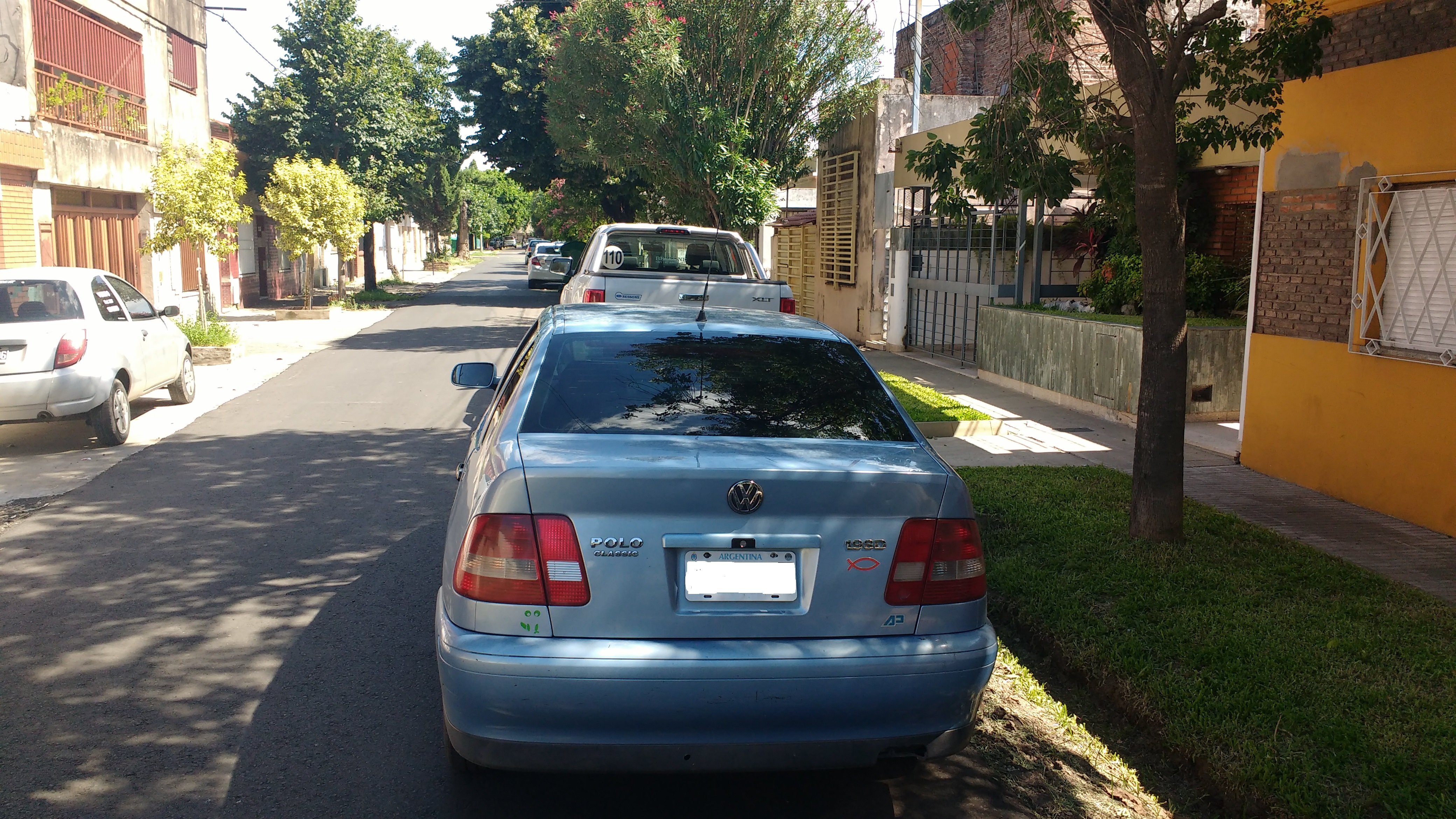

Volkswagen de Argentina recientemente anunció que finalizará la producción del Polo Classic en diciembre de 2008, y no se tiene contemplado un sustituto directo, puesto que las líneas de producción se ocuparán para incrementar la producción del Suran y la nueva Pick Up Volkswagen Amarok. En México, se reemplazó por el nuevo Gol Sedán NF ahora importado de Brasil.

## Cuarta generación (2003-2010)

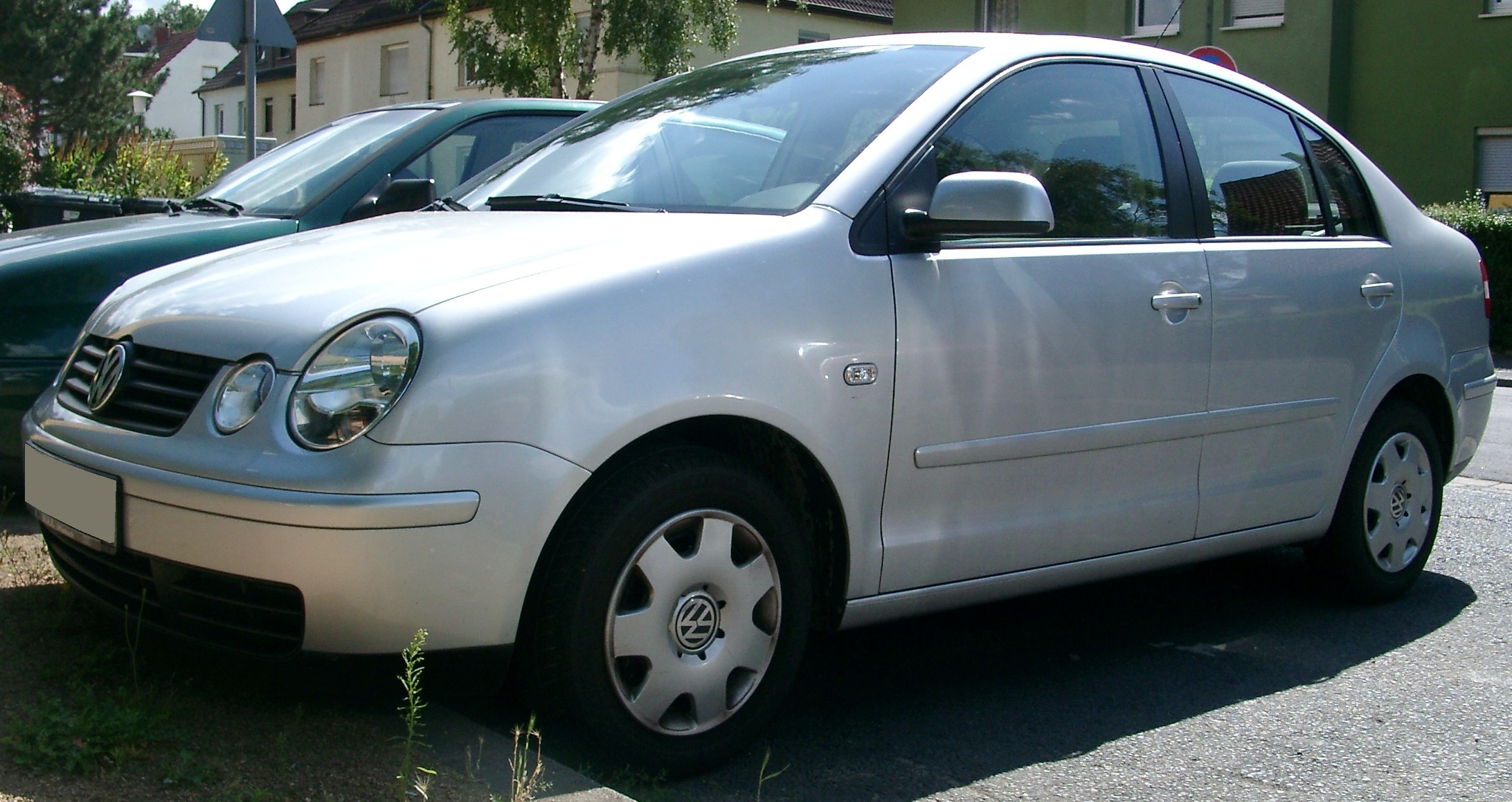
Volkswagen Polo Sedán 2004. El ejemplar europeo de esta imagen, fue producido en la fábrica de Volkswagen do Brasil en Anchieta.

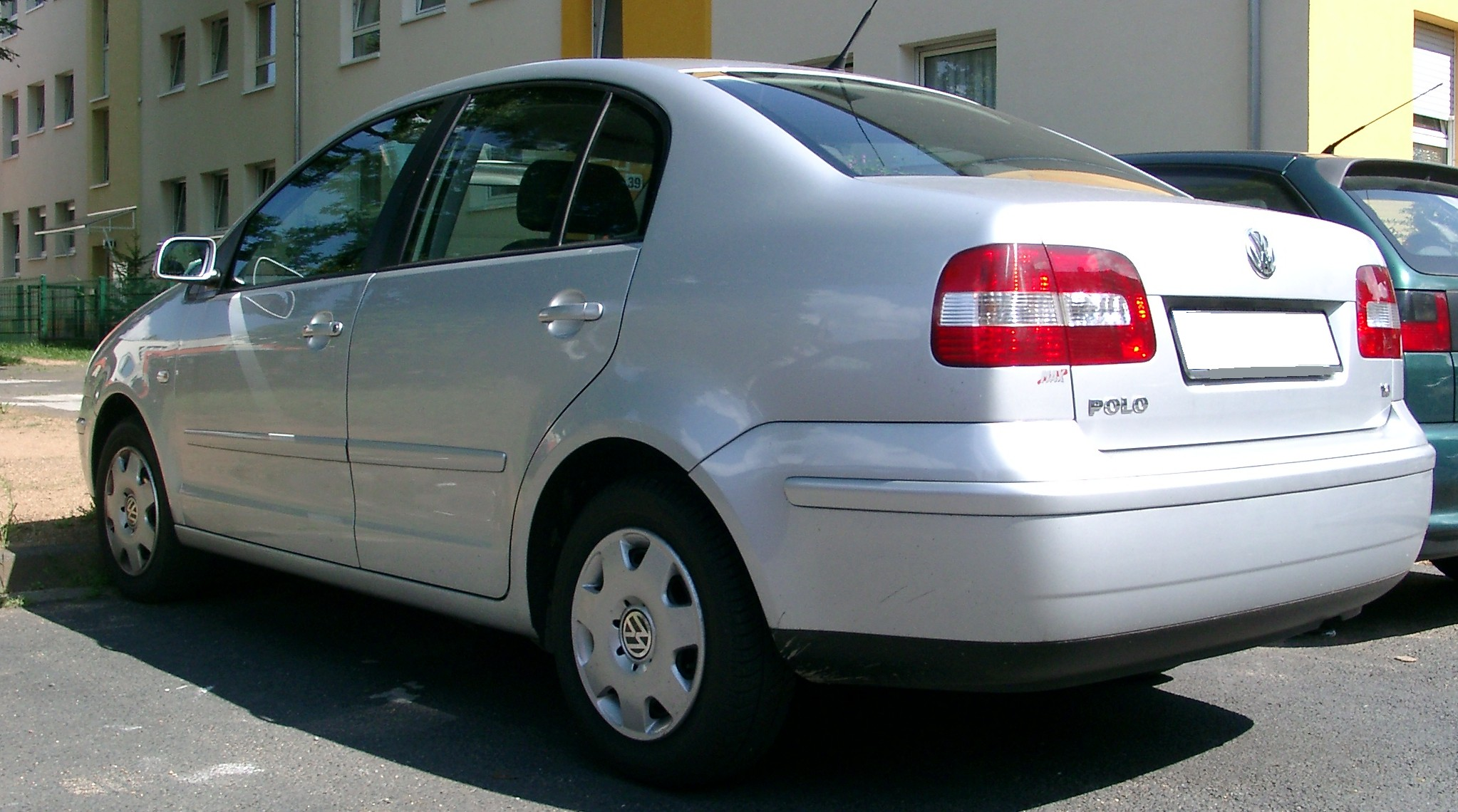
Volkswagen Polo Sedán modelo 2004. Vista posterior.

Esta cuarta generación del Polo Sedán, a diferencia de la tercera, pero a similitud de la primera y segunda, se deriva del Polo hatchback, la diferencia sobre las dos primeras generaciones, es que esta nueva encarnación del Polo es un sedán de 4 puertas.
A similitud de su hermano hatchback, el Polo Sedán incluye las mejores tecnológicas de este, como la incorporación de pedales repegables (una novedad en toda la gama Volkswagen en su momento), la soldadura láser que permite incorporar láminas de acero de diversos calibres según sea necesario, por ejemplo, en el lienzo de una puerta, otorgando al coche un peso más ligero y una mayor solidez. Por el contrario, el Polo Sedán es distinto a partir del Poste B de la versión hatchback, extendiéndose su longitud total en 28 cm. Esto redunda en un mayor espacio interior para los ocupantes de los asientos traseros, y su maletero aumenta hasta alcanzar los 432 L de capacidad (contra los 270 L del hatchback). Esta nueva variante se produce en tres puntos del planeta: en la planta de Volkswagen do Brasil en Anchieta, en Uitenhage, Sudáfrica, y bajo convenio con Shanghái-VW en la República Popular China.

### Polo Sedán en Brasil
Al igual que sucedió con la tercera generación con expatriar la producción del Polo Classic a España, para esta nueva generación se decidió mandar la producción de este automóvil a Brasil, lo que supuso un fuerte monto de inversiones y modernizaciones en la planta de Anchieta con un programa llamado "Nova Anchieta" en el que se pretendió mejorar radicalmente los estándares de calidad, hasta alcanzar un punto mínimo requerido para la comercialización de un coche ahí producido en Alemania. Igualmente, Volkswagen do Brasil necesitaba un automóvil sedán que en parte, le sirviera para reemplazar al Santana, que había sido lanzado originalmente en Brasil en abril de 1984, y que era muy popular entre flotilleros y taxistas. De esta forma la producción tanto del Polo Sedán como la del Polo hatchback 5 puertas comienza en octubre de 2003.
Las motorizaciones de esta nueva generación son las siguientes:
Para los Polo Classic destinados a los mercados europeos:
A gasolina:
- 4 cil. en línea 1.4 L (1,390 cm³) 16 Válvulas Inyección Electrónica Multipunto Potencia: 75 CV (55 kW) @ 5,000 rpm. Par motor: 125 Nm @ 1,600-2,800 rpm con Caja de cambios manual de 5 velocidades. Caja de cambios automática de 4 velocidades opcional.
- 4 cil. en línea 1.4 L (1,390 cm³) 16 Válvulas Inyección Electrónica Multipunto Potencia: 101 CV (74 kW) @ 6,000 rpm. Par motor: 128 Nm @ 4,400 rpm con Caja de cambios manual de 5 velocidades.

A diésel:
- 4 cil. en línea 1.9 L (1,896 cm³) 8 Válvulas SDI Potencia: 64 CV (47 kW) @ 4,000 rpm. Par motor: 125 Nm @ 2,200-2,800 rpm con Caja de cambios manual de 5 velocidades.
- 3 cil. en línea 1.4 L (1,422 cm³) 6 Válvulas TDI Potencia: 75 CV (55 kW) @ 4,000 rpm. Par motor: 195 Nm @ 2,200 rpm con Caja de cambios manual de 5 velocidades.

Para los Polo Sedán destinados a América Latina:
A gasolina:
- 4 cil. en línea 1.6 L (1,598 cm³) 8 Válvulas Inyección Electrónica Multipunto Potencia: 100 CV (74 kW) @ 5,750 rpm. Par motor: 140 Nm @ 3,250 rpm con Caja de cambios manual de 5 velocidades.
- 4 cil. en línea 2.0 L (1,984 cm³) 8 Válvulas Inyección Electrónica Multipunto Potencia: 115 CV (85 kW) @ 5,400 rpm. Par motor: 165 Nm @ 2,800 rpm con Caja de cambios manual de 5 velocidades.

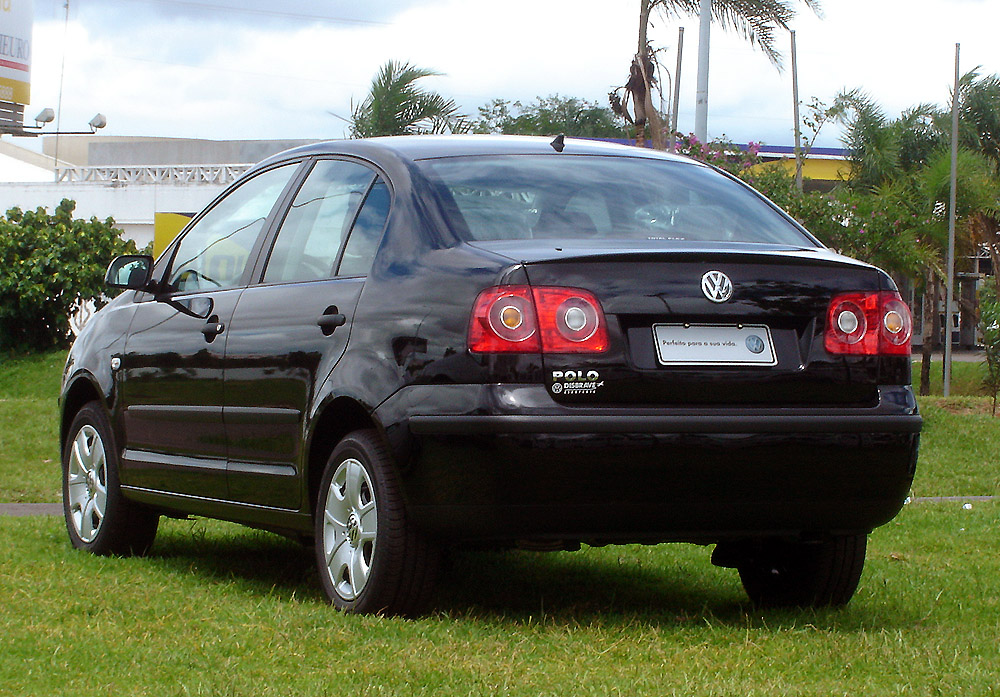
Volkswagen Polo Sedán modelo 2006. En esta vista posterior se muestra el rediseño específico de este modelo producido en Brasil.

En septiembre de 2005 se presenta la versión rediseñada de los Polo Sedán y hatchback en Brasil, con cambios similares a los del Polo hatchback presentado en mayo del mismo año en los mercados europeos. La mayor diferencia respecto al europeo estriba en que el modelo brasileño conserva los mismos espejos exteriores de su predecesor (es decir, no tiene las luces direccionales laterales incorporadas en éstos, quedándose en el guardafangos). En cuanto a la parte trasera del Polo Sedán, este recibe un nuevo diseño de las luces traseras inspiradas en modelos como el Golf, el Passat o la Sharan así como un pequeño deflector trasero.
Por las bajas ventas logradas en Europa y en México, entre otros países, se suspende su comercialización en esos lugares, concentrándose ésta, además de Brasil, en ciertos países como Perú, Bolivia, Ecuador, República Dominicana, y Venezuela. Las motorizaciones continúan siendo las mismas de la versión precedente.

### Polo Classic en Sudáfrica

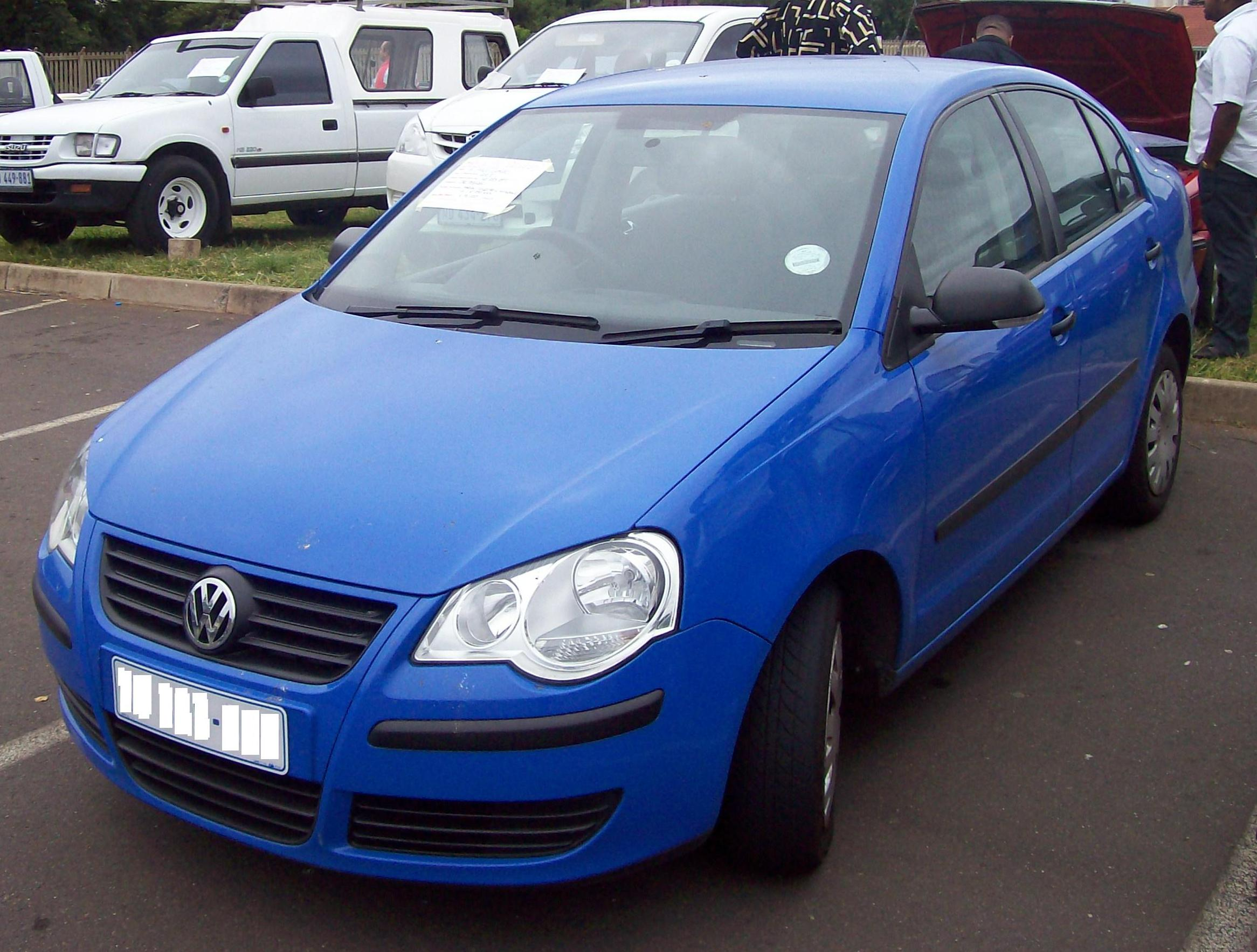
Un Volkswagen Polo Classic Trendline sudafricano. Ca. 2006.

La filial sudafricana ha producido desde 2003 versiones del Polo de cuarta generación muy similares a las versiones europeas y brasileñas, aunque sus motorizaciones son algo más potentes que las europeas. Estas son una mezcla de lo que se ve en ambos puntos del planeta. Actualmente se comercializa el Polo Classic versión rediseñada, la particularidad del modelo sudafricano es que toma el rediseño frontal completo del Polo hatchback europeo, incluyendo los espejos exteriores, sin embargo la parte posterior continúa siendo idéntica a la del modelo original de 2003. Los motores utilizados en el Polo Classic sudafricano son las siguientes:
A gasolina:
- 4 cil. en línea 1.4 L (1,390 cm³) 16 Válvulas Inyección Electrónica Multipunto Potencia: 85 CV (62 kW) @ 5,250 rpm. Par motor: 122 Nm @ 2,750 rpm con Caja de cambios manual de 5 velocidades.
- 4 cil. en línea 1.6 L (1,598 cm³) 8 Válvulas Inyección Electrónica Multipunto Potencia: 100 CV (74 kW) @ 5,500 rpm. Par motor: 140 Nm @ 3,300 rpm con Caja de cambios manual de 5 velocidades.
- 4 cil. en línea 1.6 L (1,598 cm³) 16 Válvulas Inyección Electrónica Multipunto Potencia: 105 CV (77 kW) @ 5,600 rpm. Par motor: 153 Nm @ 3,800 rpm con Caja de cambios automática de 6 velocidades Tiptronic.
- 4 cil. en línea 2.0 L (1,984 cm³) 8 Válvulas Inyección Electrónica Multipunto Potencia: 115 CV (85 kW) @ 5,200 rpm. Par motor: 170 Nm @ 2,400 rpm con Caja de cambios manual de 5 velocidades.

A diésel:
- 4 cil. en línea 1.9 L (1,896 cm³) 8 Válvulas TDI Potencia: 100 CV (74 kW) @ 4,000 rpm. Par motor: 240 Nm @ 1,800 rpm con Caja de cambios manual de 5 velocidades
- 4 cil. en línea 1.9 L (1,896 cm³) 8 Válvulas TDI Potencia: 130 CV (96 kW) @ 4,000 rpm. Par motor: 310 Nm @ 1,900 rpm con Caja de cambios manual de 5 velocidades

### PoloThree Compartmenty Polo Jingqu (China)
Shanghái-VW por el contrario de las demás plantas donde el Polo Sedán se produce, ofrece a este modelo en el mercado chino en dos variaciones distintas: el "Polo three compartment" que es el Polo Sedán presentado en octubre de 2003, y el Polo Jinqu (que significa "aspiración dinámica") que es similar a la versión rediseñada de 2005. A diferencia de los modelos brasileños y sudafricanos, el Polo Jinqu presenta una parrilla rodeada de un gran marco cromado similar a los que conocemos en modelos como el Eos, el Passat B6 o el Jetta V. Sus interiores tienen materiales más lujosos que los otros modelos Polo, como molduras de madera o vestiduras de piel como equipo de serie en algunas versiones. En la parte posterior, el "Polo Jingqu" no presenta el deflector de la versión brasileña, por el contrario, presenta una pequeña moldura cromada en la parte superior del portaplacas posterior, igualmente, las molduras frontales, posteriores y laterales presentan insertos cromados. Otra de las características únicas del Polo Jingqu es el presentar ruedas de aleación y tapones diseñados específicamente para este modelo. Las motorizaciones del "Polo three compartment" y del "Polo Jingqu" son las siguientes:
A gasolina:
- 4 cil. en línea 1.4 L (1,390 cm³) 16 Válvulas Inyección Electrónica Multipunto Potencia: 75 CV (55 kW) @ 4,750 rpm. Par motor: 130 Nm @ 3,750 rpm con Caja de cambios manual de 5 velocidades. Caja de cambios automática de 6 velocidades Tiptronic opcional
- 4 cil. en línea 1.6 L (1,598 cm³) 16 Válvulas Inyección Electrónica Multipunto Potencia: 105 CV (77 kW) @ 5,600 rpm. Par motor: 153 Nm @ 3,800 rpm con Caja de cambios manual de 5 velocidades. Caja de cambios automática de 6 velocidades Tiptronic opcional.

## Polo Sedán (quinta  generación) (2010-2017)

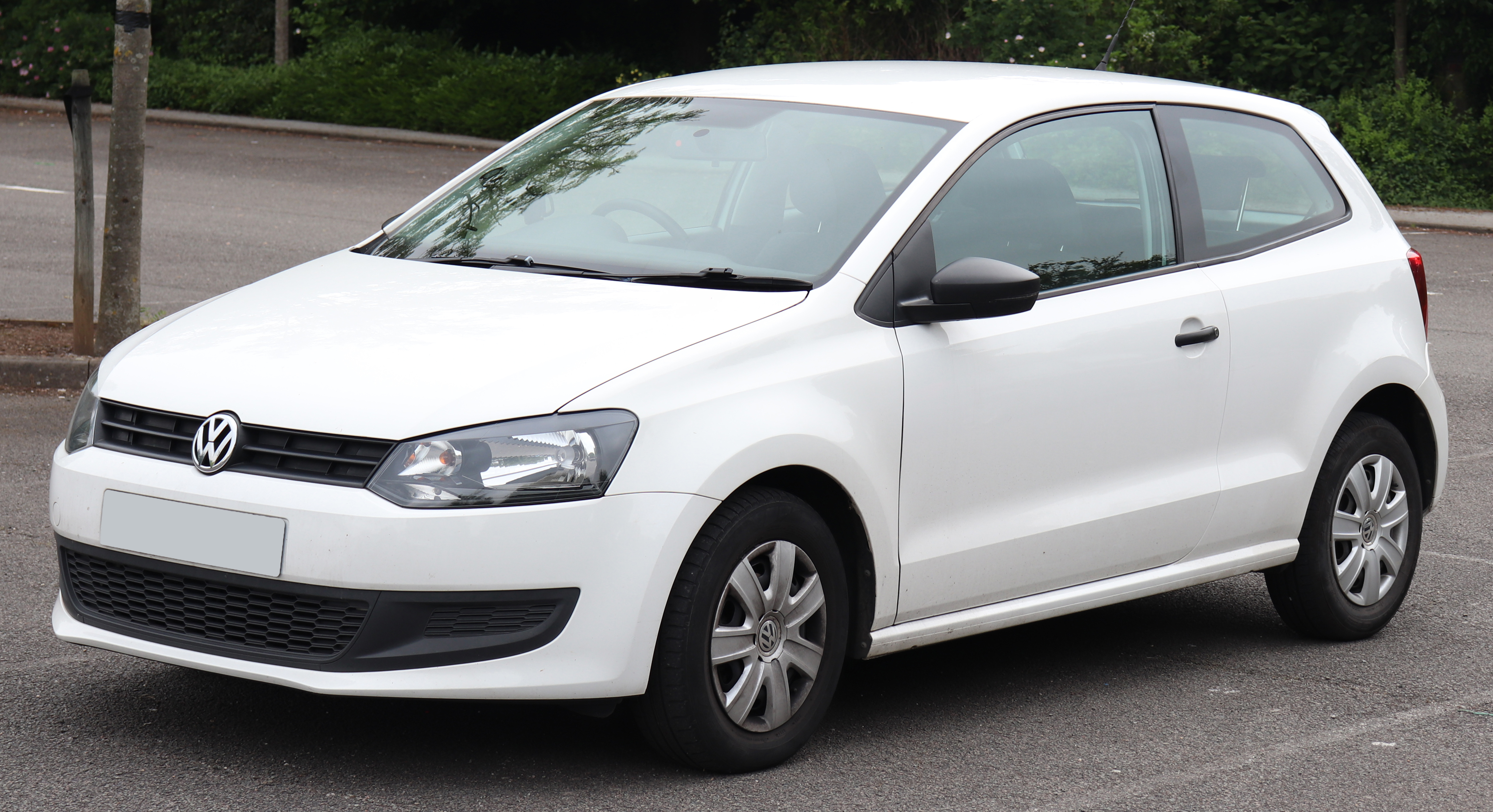
El Volkswagen Polo V. Como en varias de sus generaciones anteriores, tiene como un derivado directo al nuevo Polo Sedán, también llamado Volkswagen Vento en la India o Volkswagen Polo Sedán en Asia (menos India), Argentina, Uruguay y Chile.

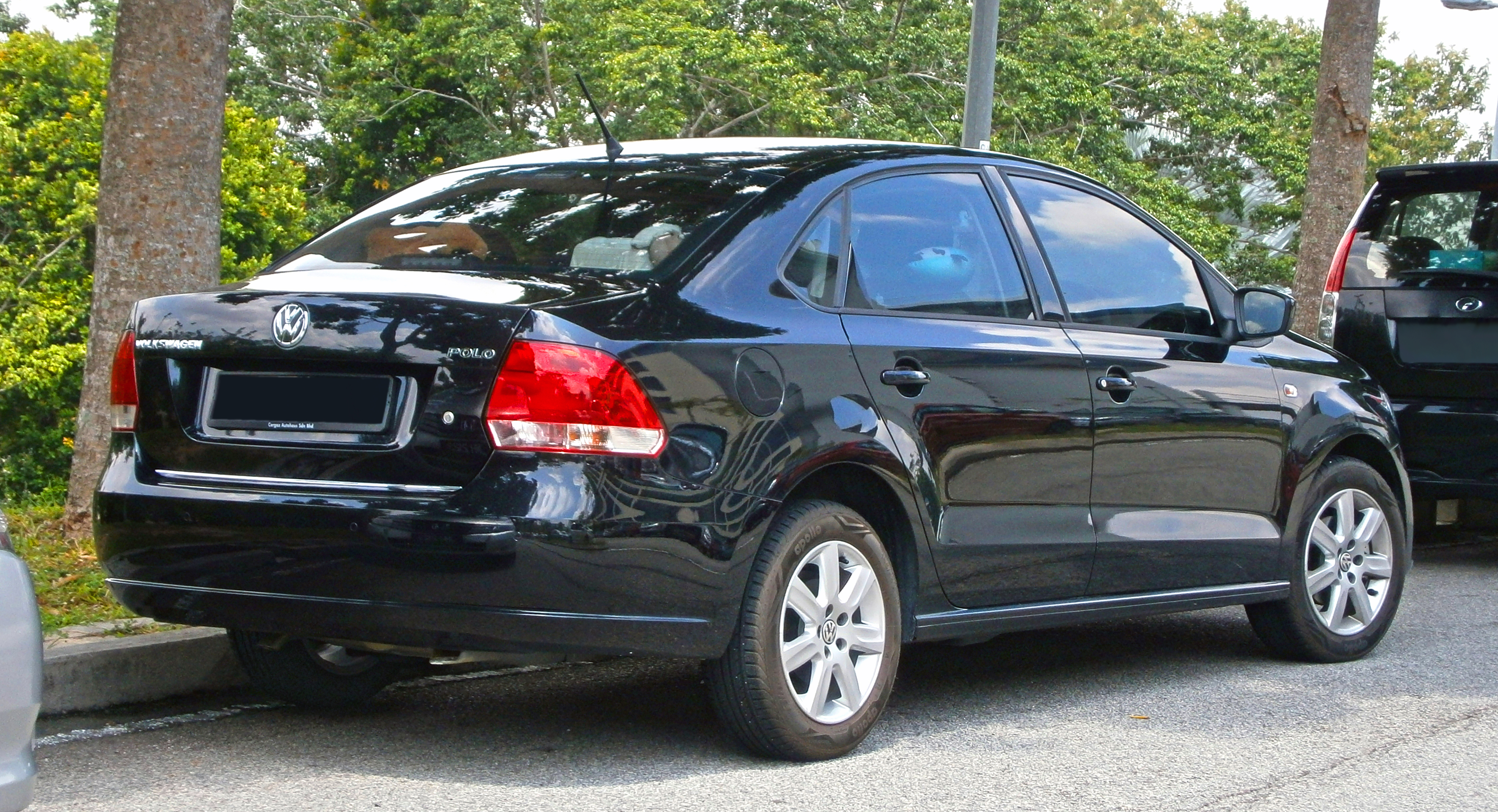
Volkswagen Polo Sedán

Una variante sedán de tres volúmenes del Polo V, fue lanzada a la venta en la India el 6 de julio de 2010 colgando un auto en una de las paredes de un conocido hotel en Nueva Delhi. Tiene una longitud de 4.384 m, su distancia entre ejes se incrementa respecto a la versión hatchback hasta 2.552m y el claro fluctúa según la versión entre 168 y 170 mm: Inicialmente se comercializa con un motor 1.6 L 4 cilindros en línea con 105 CV, asociado a una transmisión manual de 5 velocidades o a una automática Tiptronic de 6 velocidades. Igualmente se ofrece con un motor TDI 1.6 L con 105 CV, este sólo con la transmisión manual de 5 velocidades disponible. Compite principalmente con el Honda City, que es muy popular en la India. 
En Rusia se lanzó a finales de 2010, tomando el nombre de Polo Sedan. Para este mercado solamente el motor a gasolina 1.6 L 105 CV está disponible.
Como modelo 2011, se lanzó en Sudáfrica bajo el nombre de Polo Saloon. Para este país se vende con un motor 1.4 L con 85 CV, además de los mismos 1.6 L con 105 CV a gasolina y TDI d los mercados hindú y ruso. La transmisión es manual de 5 velocidades en todos los casos, reservándose para el 1.6 L a gasolina una transmisión automática Tiptroic de 6 velocidades opcional. Se comercializa con los niveles de equipo Trendline y Comfortline.

## Virtus (2018-presente)

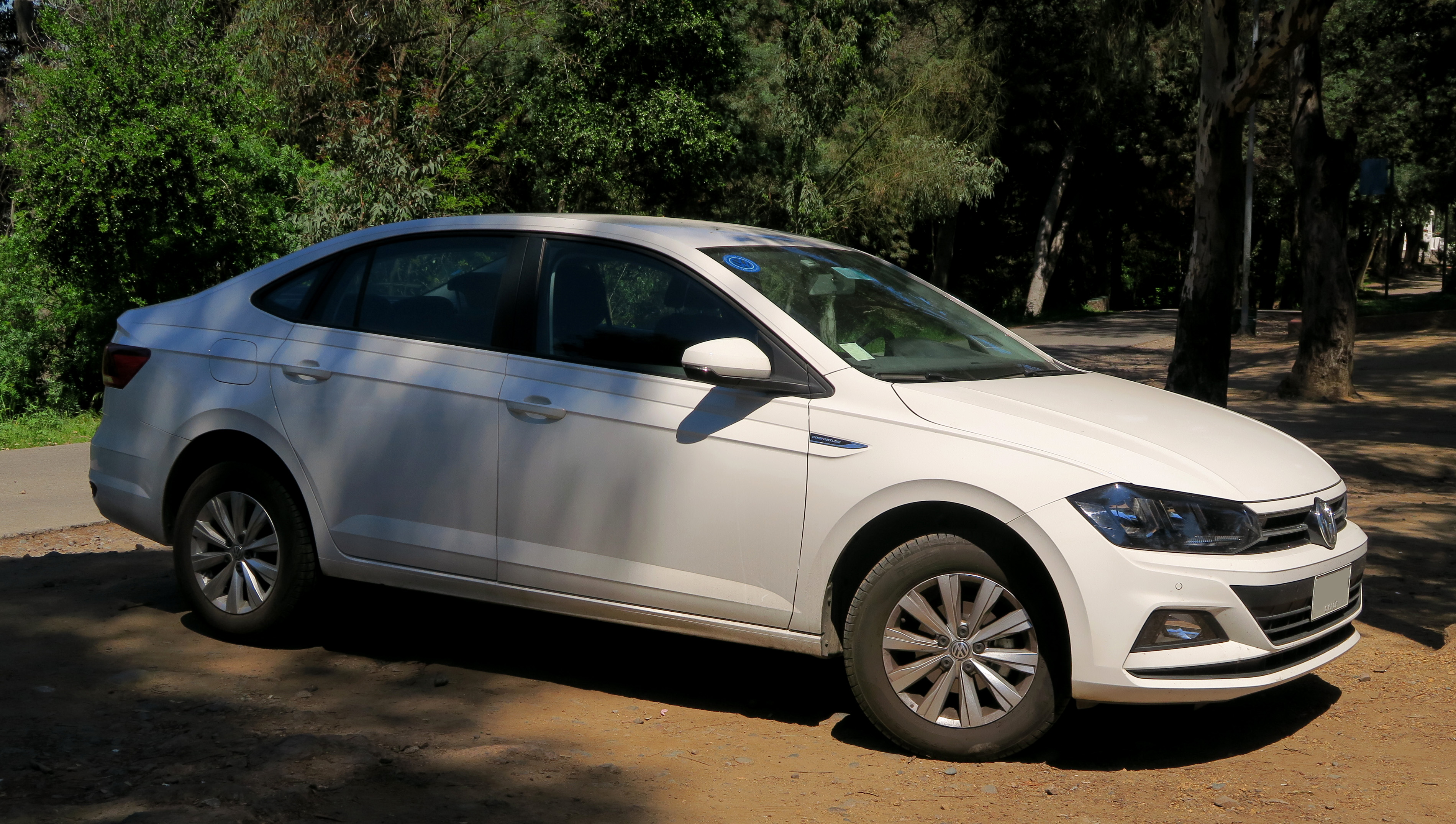
Volkswagen Virtus

El Volkswagen Virtus es un automóvil del segmento B, con carrocería de tres volúmenes y cuatro puertas, elaborado sobre la plataforma  MQB-A0 en General Pacheco, Buenos Aires, Argentina. Es en esencia la versión de tres volúmenes del Volkswagen Polo de VI generación con el que comparte numerosos componentes y parte de diseño, la capacidad volumétrica del baúl es de 521 litros.
Está equipado con una motor naftero atmosférico de 1.6 litros, control de emisiones Euro V, 4 cilindros en línea y 16 válvulas comandadaspor doble árbol de levas y  correa dentada. Entrega una potencia de 110 CV a 5.750 rpm y logra un torque máximo de 155 Nm a 4.000 rpm. La alimentación es efectuada por inyección electrónica multipunto y dispone de un tanque de combustible de 50 litros de capacidad.
Posee tracción delantera y ofrece dos opciones de cajas de velocidad: manual de cinco marchas y retroceso, y automática tipo triptronic de 6 velocidades de avance con convertidor de par.

## Polo Sedan 5 puertas (Rusia) 2020-presente

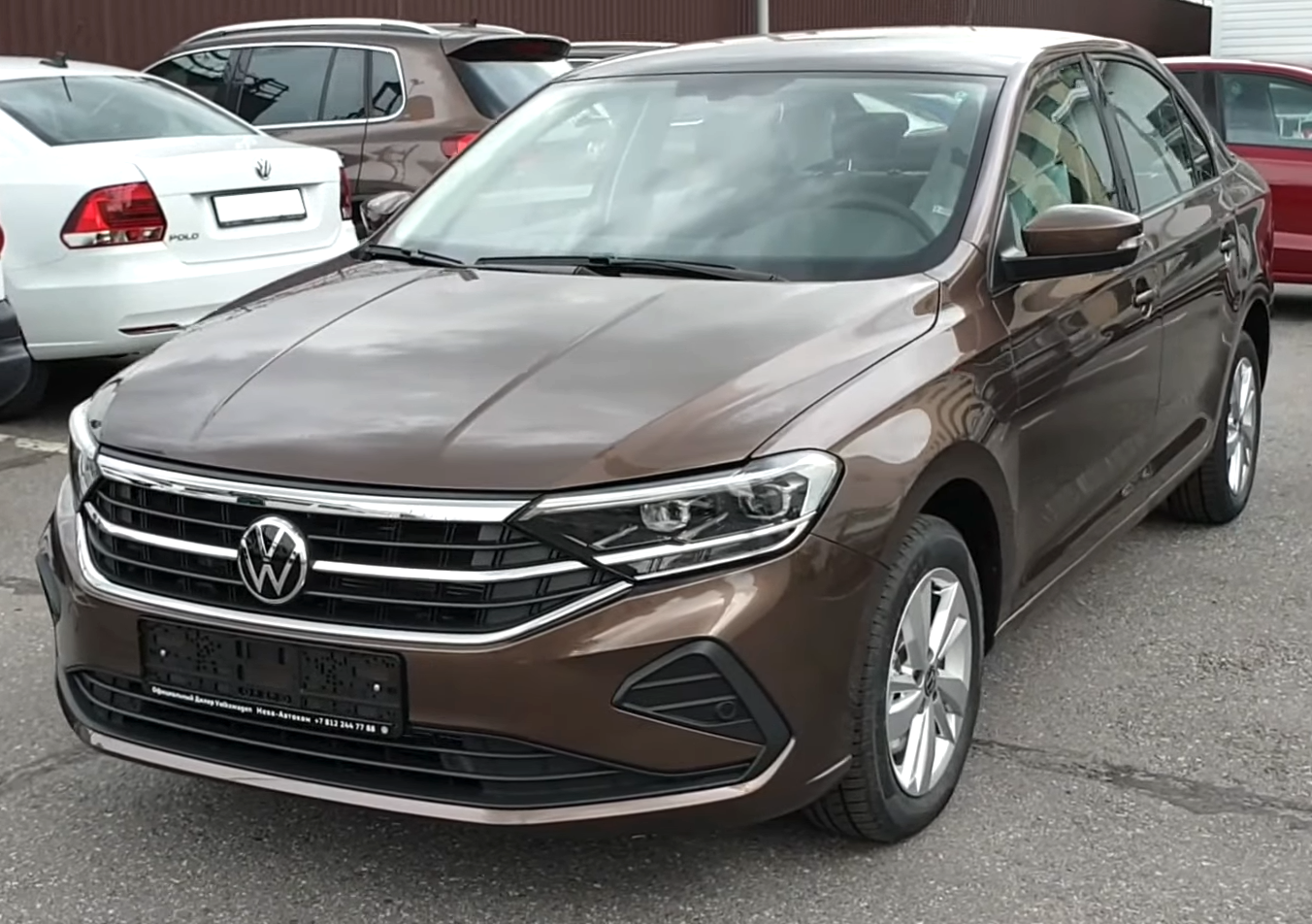
Volkswagen polo sedan Rusia

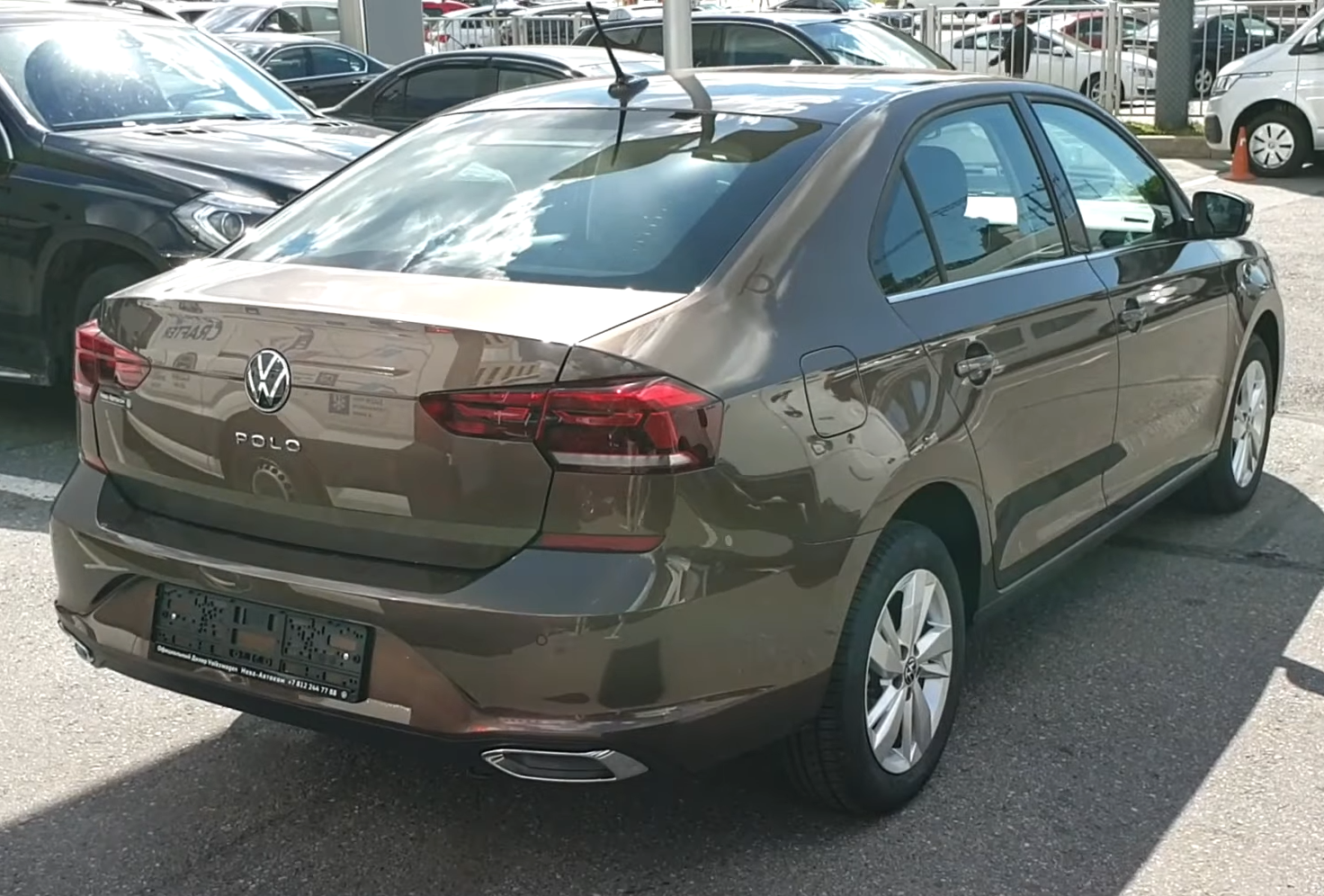
Volkswagen polo Rusia 2020

En el año 2020 aparece el Polo sedan 5 puertas exclusivamente para Rusia, con la misma carrocería de los Škoda Rapid europeo y los Seat Toledo de cuarta generación, que derivan de la plataforma A05+, el nuevo recibe la estética de Volkswagen rediseñando algunos elementos del vehículo como las ópticas, parrilla y algún detalle del interior.